# Dánia az 1968. évi nyári olimpiai játékokon
Dánia a mexikói Mexikóvárosban megrendezett 1968. évi nyári olimpiai játékok egyik részt vevő nemzete volt. Az országot az olimpián 11 sportágban 64 sportoló képviselte, akik összesen 8 érmet szereztek.

## Érmesek
| Érem  | Versenyző                                                                  | Sportág      | Versenyszám                    |
| ----- | -------------------------------------------------------------------------- | ------------ | ------------------------------ |
| Arany | Gunnar Asmussen Mogens Frey Jensen Per Lyngemark Reno Olsen Peder Pedersen | Kerékpározás | Férfi csapat üldözőverseny     |
| Ezüst | Leif Mortensen                                                             | Kerékpározás | Férfi mezőnyverseny            |
| Ezüst | Niels Fredborg                                                             | Kerékpározás | Férfi egyéni időfutam          |
| Ezüst | Mogens Frey Jensen                                                         | Kerékpározás | Férfi egyéni üldözőverseny     |
| Ezüst | Aage Birch Paul Lindemark Jørgensen Niels Markussen                        | Vitorlázás   | Sárkányhajó                    |
| Bronz | Peter Fich Christiansen Ivan Larsen                                        | Evezés       | Férfi kormányos nélküli kettes |
| Bronz | Harry Jørgensen Jørn Krab Preben Krab                                      | Evezés       | Férfi kormányos kettes         |
| Bronz | Erik Hansen                                                                | Kajak-kenu   | Férfi kajak egyes 1000 m       |

## Atlétika
Férfi
| Versenyző   | Versenyszám | Előfutam | Előfutam | Előfutam | Elődöntő | Elődöntő | Elődöntő | Döntő   | Döntő    |
| Versenyző   | Versenyszám | Idő      | Hely.    | Össz.    | Idő      | Hely.    | Össz.    | Idő     | Helyezés |
| ----------- | ----------- | -------- | -------- | -------- | -------- | -------- | -------- | ------- | -------- |
| Gerd Larsen | 800 m       | 1:51,98  | 6.       | 31.      | kiesett  | kiesett  | kiesett  | kiesett | kiesett  |
| Tom Hansen  | 1500 m      | 4:01,47  | 8.       | 42.      | kiesett  | kiesett  | kiesett  | kiesett | kiesett  |
| Georg Olsen | Maraton     |          |          |          |          |          |          | 2:42:24 | 34.      |

| Versenyző          | Versenyszám | 100 m | 100 m | Távolugrás | Távolugrás | Súlylökés | Súlylökés | Magasugrás | Magasugrás | 400 m | 400 m | 110 m gát | 110 m gát | Diszkoszvetés | Diszkoszvetés | Rúdugrás | Rúdugrás | Gerelyhajítás | Gerelyhajítás | 1500 m  | 1500 m | Végeredmény | Végeredmény |
| Versenyző          | Versenyszám | Idő   | Pont  | Eredmény   | Pont       | Eredmény  | Pont      | Eredmény   | Pont       | Idő   | Pont  | Idő       | Pont      | Eredmény      | Pont          | Eredmény | Pont     | Eredmény      | Pont          | Idő     | Pont   | Pont        | Helyezés    |
| ------------------ | ----------- | ----- | ----- | ---------- | ---------- | --------- | --------- | ---------- | ---------- | ----- | ----- | --------- | --------- | ------------- | ------------- | -------- | -------- | ------------- | ------------- | ------- | ------ | ----------- | ----------- |
| Steen Smidt-Jensen | Tízpróba    | 11,00 | 861   | 717 cm     | 854        | 13,03 m   | 669       | 195 cm     | 758        | 50,22 | 804   | 14,96     | 854       | 41,07 m       | 686           | 485 cm   | 865      | 46,80 m       | 541           | 4:41,36 | 517    | 7564        | 8.          |

Női
| Versenyző            | Versenyszám | Előfutam | Előfutam | Előfutam | Elődöntő | Elődöntő | Elődöntő | Döntő   | Döntő    |
| Versenyző            | Versenyszám | Idő      | Hely.    | Össz.    | Idő      | Hely.    | Össz.    | Idő     | Helyezés |
| -------------------- | ----------- | -------- | -------- | -------- | -------- | -------- | -------- | ------- | -------- |
| Annelise Damm Olesen | 800 m       | 2:09,01  | 5.       | 15.      | kiesett  | kiesett  | kiesett  | kiesett | kiesett  |

| Versenyző   | Versenyszám | 80 m gát | 80 m gát | Súlylökés | Súlylökés | Magasugrás | Magasugrás | Távolugrás | Távolugrás | 200 m | 200 m | Végeredmény | Végeredmény |
| Versenyző   | Versenyszám | Idő      | Pont     | Eredmény  | Pont      | Eredmény   | Pont       | Eredmény   | Pont       | Idő   | Pont  | Pont        | Helyezés    |
| ----------- | ----------- | -------- | -------- | --------- | --------- | ---------- | ---------- | ---------- | ---------- | ----- | ----- | ----------- | ----------- |
| Nina Hansen | Ötpróba     | 10,99    | 1061     | 10,92 m   | 780       | 159 cm     | 934        | 619 cm     | 1031       | 25,07 | 932   | 4738        | 13.         |

## Birkózás
Kötöttfogású
| Versenyző      | Versenyszám | 1. forduló                              | 2. forduló                         | 3. forduló                       | 4. forduló        | 5. forduló        | 6. forduló        | 7. forduló        | Döntő             | Helyezés    |
| Versenyző      | Versenyszám | Ellenfél Eredmény                       | Ellenfél Eredmény                  | Ellenfél Eredmény                | Ellenfél Eredmény | Ellenfél Eredmény | Ellenfél Eredmény | Ellenfél Eredmény | Ellenfél Eredmény | Helyezés    |
| -------------- | ----------- | --------------------------------------- | ---------------------------------- | -------------------------------- | ----------------- | ----------------- | ----------------- | ----------------- | ----------------- | ----------- |
| Alex Børger    | 52 kg       | Sin Szangsik (Sin Sang-Sik) (KOR) · 3-1 | Enrique Jiménez (MEX) · 2-2        | Miroslav Zeman (TCH) · kétvállas | kiesett           | kiesett           |                   |                   | kiesett           | helyezetlen |
| Johnny Nielsen | 57 kg       | Hriszto Trajkov (BUL) · kizárták        | David Hazewinkel (USA) · kétvállas | kiesett                          | kiesett           | kiesett           | kiesett           | kiesett           | kiesett           | helyezetlen |
| Kurt Madsen    | 70 kg       | Stevan Horvat (YUG) · kétvállas         | Mohamed Mansour (MAR) · 1-3        | Werner Holzer (USA) · 3-1        | kiesett           | kiesett           | kiesett           | kiesett           | kiesett           | helyezetlen |

## Evezés
| Versenyző                                                               | Versenyszám              | Előfutam | Előfutam | Vigaszág      | Vigaszág      | Elődöntő | Elődöntő | Döntő | Döntő   | Döntő | Helyezés |
| Versenyző                                                               | Versenyszám              | Idő      | Hely.    | Idő           | Hely.         | Idő      | Hely.    | Típus | Idő     | Hely. | Helyezés |
| ----------------------------------------------------------------------- | ------------------------ | -------- | -------- | ------------- | ------------- | -------- | -------- | ----- | ------- | ----- | -------- |
| Niels Henry Secher                                                      | Egypárevezős             | 7:51,45  | 1.       | erőnyerő      | erőnyerő      | 8:17,64  | 5.       | B     | 7:43,47 | 2.    | 8.       |
| Peter Fich Christiansen Ivan Larsen                                     | Kormányos nélküli kettes | 7:23,51  | 2.       | erőnyerő      | erőnyerő      | 7:24,98  | 2.       | A     | 7:31,84 | 3.    |          |
| Jørn Krab Harry Jørgensen Preben Krab (kormányos)                       | Kormányos kettes         | 8:21,42  | 4.       | 7:52,83       | 1.            | 8:02,78  | 2.       | A     | 8:08,07 | 3.    |          |
| Gunner Nielsen John Erik Jensen Johnny Algreen Petersen Mogens Pedersen | Kormányos nélküli négyes | 6:58,02  | 3.       | nem ért célba | nem ért célba |          |          | B     | 7:20,31 | 4.    | 10.      |

## Kajak-kenu
Férfi
| Versenyző                                                           | Versenyszám         | Előfutam | Előfutam | Előfutam | Vigaszág | Vigaszág | Vigaszág | Elődöntő | Elődöntő | Elődöntő | Döntő   | Döntő    |
| Versenyző                                                           | Versenyszám         | Idő      | Hely.    | Össz.    | Idő      | Hely.    | Össz.    | Idő      | Hely.    | Össz.    | Idő     | Helyezés |
| ------------------------------------------------------------------- | ------------------- | -------- | -------- | -------- | -------- | -------- | -------- | -------- | -------- | -------- | ------- | -------- |
| Erik Hansen                                                         | Kajak egyes 1000 m  | 4:05,6   | 1.       | 8.       | erőnyerő | erőnyerő | erőnyerő | 3:58,72  | 1.       | 1.       | 4:04,39 |          |
| Harry Sørensen Jørgen Andersen Hans-Viggo Knudsen Steen Lund Hansen | Kajak négyes 1000 m | 3:23,3   | 5.       | 9.       | 3:30,92  | 3.       | 5.       | 3:21,27  | 3.       | 6.       | 3:25,64 | 9.       |

## Kerékpározás

### Országúti kerékpározás
| Versenyző                                                              | Versenyszám     | Idő             | Helyezés |
| ---------------------------------------------------------------------- | --------------- | --------------- | -------- |
| Svend Erik Bjerg                                                       | Mezőnyverseny   | 4:48:03 (+6:37) | 38.      |
| Jørgen Emil Hansen                                                     | Mezőnyverseny   | 4:46:34 (+5:09) | 29.      |
| Leif Mortensen                                                         | Mezőnyverseny   | 4:42:49 (+1:24) |          |
| Ole Højlund Pedersen                                                   | Mezőnyverseny   | 4:46:31 (+5:06) | 26.      |
| Verner Blaudzun Jørgen Emil Hansen Leif Mortensen Ole Højlund Pedersen | Csapat időfutam | 2:12:41 (+4:52) | 4.       |

### Pálya-kerékpározás
Sprintverseny
| Versenyző      | Versenyszám  | 1. forduló                                             | 1. forduló | Vigaszág             | Vigaszág | 2. forduló                                          | 2. forduló | Vigaszág                    | Vigaszág | Nyolcaddöntő                                      | Nyolcaddöntő | Vigaszág selejtező                             | Vigaszág selejtező | Vigaszág döntő       | Vigaszág döntő | Negyeddöntő          | Elődöntő             | Döntő                | Helyezés    |
| Versenyző      | Versenyszám  | Ellenfelek Győztes idő                                 | Hely.      | Ellenfél Győztes idő | Hely.    | Ellenfelek Győztes idő                              | Hely.      | Ellenfél Győztes idő        | Hely.    | Ellenfelek Győztes idő                            | Hely.        | Ellenfelek Győztes idő                         | Hely.              | Ellenfél Győztes idő | Hely.          | Ellenfél Győztes idő | Ellenfél Győztes idő | Ellenfél Győztes idő | Helyezés    |
| -------------- | ------------ | ------------------------------------------------------ | ---------- | -------------------- | -------- | --------------------------------------------------- | ---------- | --------------------------- | -------- | ------------------------------------------------- | ------------ | ---------------------------------------------- | ------------------ | -------------------- | -------------- | -------------------- | -------------------- | -------------------- | ----------- |
| Niels Fredborg | Férfi egyéni | Jocelyn Lovell (CAN) · Kriengsak Worawut (THA) · 10,91 | 1.         |                      |          | Leijn Loevesijn (NED) · Daniel Goens (BEL) · 11,09  | 1.         |                             |          | Omar Phakadze (URS) · Tim Mountford (USA) · 10,94 | 3.           | Jackie Simes (USA) · Leslie King (TRI) · 10,92 | 2.                 | kiesett              | kiesett        | kiesett              | kiesett              | kiesett              | helyezetlen |
| Peder Pedersen | Férfi egyéni | Serhiy Kravtsov (URS) · Edwin Torres (PUR) · 11,08     | 1.         |                      |          | Roger Gibbon (TRI) · Baranyecz András (HUN) · 10,70 | 2.         | Tim Mountford (USA) · 11,31 | 2.       | kiesett                                           | kiesett      | kiesett                                        | kiesett            | kiesett              | kiesett        | kiesett              | kiesett              | kiesett              | helyezetlen |

Időfutam
| Versenyző      | Versenyszám  | Idő     | Helyezés |
| -------------- | ------------ | ------- | -------- |
| Niels Fredborg | Férfi egyéni | 1:04,61 |          |

Tandem
| Versenyző                         | Versenyszám     | 1. forduló                                            | Vigaszág selejtező                                            | Vigaszág selejtező | Vigaszág döntő         | Vigaszág döntő | Negyeddöntő          | Elődöntő             | Döntő                | Helyezés    |
| Versenyző                         | Versenyszám     | Ellenfél Győztes idő                                  | Ellenfél Győztes idő                                          | Hely.              | Ellenfelek Győztes idő | Hely.          | Ellenfél Győztes idő | Ellenfél Győztes idő | Ellenfél Győztes idő | Helyezés    |
| --------------------------------- | --------------- | ----------------------------------------------------- | ------------------------------------------------------------- | ------------------ | ---------------------- | -------------- | -------------------- | -------------------- | -------------------- | ----------- |
| Per Sarto Jørgensen Jørgen Jensen | Férfi kétüléses | Hollandia (NED) · Jan Jansen · Leijn Loevesijn · 9,96 | Magyarország (HUN) · Baranyecz András · Lendvai Tibor · 10,23 | 2.                 | kiesett                | kiesett        | kiesett              | kiesett              | kiesett              | helyezetlen |

Üldözőversenyek
| Versenyző                                                                  | Versenyszám  | Selejtező | Selejtező | Nyolcaddöntő                                                                                    | Nyolcaddöntő | Nyolcaddöntő | Negyeddöntő                                                                               | Negyeddöntő | Negyeddöntő | Elődöntő                                                                                                  | Elődöntő  | Elődöntő | Döntő                                                                                 | Döntő     | Helyezés |
| Versenyző                                                                  | Versenyszám  | Idő       | Hely.     | Ellenfél Idő                                                                                    | Saját idő    | Hely.        | Ellenfél Idő                                                                              | Saját idő   | Hely.       | Ellenfél Idő                                                                                              | Saját idő | Hely.    | Ellenfél Idő                                                                          | Saját idő | Helyezés |
| -------------------------------------------------------------------------- | ------------ | --------- | --------- | ----------------------------------------------------------------------------------------------- | ------------ | ------------ | ----------------------------------------------------------------------------------------- | ----------- | ----------- | --- | --------- | -------- | ------------------------------------------------------------------------------------- | --------- | -------- |
| Mogens Frey Jensen                                                         | Férfi egyéni | 4:42,30   | 4.        |                                                                                                 |              |              | Cipriano Chemello (ITA) · 4:42,29                                                         | 4:37,54     | 1.          | Xaver Kurmann (SUI) · 4:44,26                                                                             | 4:42,05   | 2.       | Daniel Rébillard (FRA) · 4:41,71                                                      | 4:42,43   |          |
| Gunnar Asmussen Mogens Frey Jensen Per Lyngemark Reno Olsen Peder Pedersen | Férfi csapat |           |           | Mexikó (MEX) · Agustín Alcántara · Adolfo Belmonte · Heriberto Díaz · Radamés Treviño · 4:30,78 | 4:23,58      | 1.           | Csehszlovákia (TCH) · Jiří Daler · Pavel Kondr · Milan Puzrla · František Řezáč · 4:30,76 | 4:27,02     | 3.          | Szovjetunió (URS) · Viktor Bykov · Vlagyimir Kuznyecov · Dzintars Lācis · Sztanyiszlav Moszkvin · 4:20,39 | 4:19,87   | 2.       | NSZK (FRG) · Udo Hempel · Karl Heinz Henrichs · Jürgen Kissner · Karl Link · kizárták | 4:22,44   |          |

## Ökölvívás
| Versenyző        | Versenyszám   | Selejtező         | 32-es főtábla                | Nyolcaddöntő              | Negyeddöntő       | Elődöntő          | Döntő             | Helyezés |
| Versenyző        | Versenyszám   | Ellenfél Eredmény | Ellenfél Eredmény            | Ellenfél Eredmény         | Ellenfél Eredmény | Ellenfél Eredmény | Ellenfél Eredmény | Helyezés |
| ---------------- | ------------- | ----------------- | ---------------------------- | ------------------------- | ----------------- | ----------------- | ----------------- | -------- |
| Jørgen Hansen    | Váltósúly     | erőnyerő          | Victor Zilberman (ROU) · RSC | kiesett                   | kiesett           | kiesett           | kiesett           | 17.      |
| Christian Larsen | Nagyváltósúly |                   | Albert Menduni (FRA) · 5-0   | David Jackson (UGA) · 2-3 | kiesett           | kiesett           | kiesett           | 9.       |

## Öttusa
| Versenyző       | Versenyszám | Lovaglás | Lovaglás | Lovaglás | Vívás    | Vívás | Vívás | Lövészet | Lövészet | Lövészet | Úszás  | Úszás | Úszás | Futás   | Futás | Futás | Összesen    | Összesen |
| Versenyző       | Versenyszám | Idő      | Pont     | Hely.    | Eredmény | Pont  | Hely. | Pontszám | Pont     | Hely.    | Idő    | Pont  | Hely. | Idő     | Pont  | Hely. | Összes pont | Helyezés |
| --------------- | ----------- | -------- | -------- | -------- | -------- | ----- | ----- | -------- | -------- | -------- | ------ | ----- | ----- | ------- | ----- | ----- | ----------- | -------- |
| Jørn Steffensen | Egyéni      | 3:44     | 1040     | 15.      | 27–20    | 862   | 13.   | 191      | 934      | 10.      | 4:25,5 | 811   | 44.   | 14:49,2 | 898   | 14.   | 4545        | 13.      |

## Sportlövészet
Nyílt
| Versenyző         | Versenyszám           | Pont | Helyezés |
| ----------------- | --------------------- | ---- | -------- |
| Niels Dahl        | Szabadpisztoly        | 536  | 40.      |
| Jørgen Gabrielsen | Szabadpisztoly        | 547  | 20.      |
| Ole Hviid Jensen  | Sportpuska, fekvő     | 594  | 15.      |
| Ole Hviid Jensen  | Sportpuska, összetett | 1140 | 22.      |
| Per Weichel       | Sportpuska, összetett | 1127 | 40.      |
| Per Weichel       | Sportpuska, fekvő     | 589  | 42.      |
| Benny Jensen      | Skeet                 | 186  | 33.      |
| Ernst Pedersen    | Skeet                 | 191  | 10.      |

## Torna
Férfi
| Versenyző          | Versenyszám      | Selejtező | Selejtező | Döntő    | Döntő    |
| Versenyző          | Versenyszám      | Pontszám  | Helyezés  | Pontszám | Helyezés |
| ------------------ | ---------------- | --------- | --------- | -------- | -------- |
| Hans Peter Nielsen | Talaj            | 17,75     | 65.       | kiesett  | kiesett  |
| Hans Peter Nielsen | Ugrás            | 17,95     | 71.       | kiesett  | kiesett  |
| Hans Peter Nielsen | Korlát           | 18,20     | 65.       | kiesett  | kiesett  |
| Hans Peter Nielsen | Nyújtó           | 17,30     | 95.       | kiesett  | kiesett  |
| Hans Peter Nielsen | Gyűrű            | 17,85     | 54.       | kiesett  | kiesett  |
| Hans Peter Nielsen | Lólengés         | 18,30     | 33.       | kiesett  | kiesett  |
| Hans Peter Nielsen | Egyéni összetett |           |           | 107,35   | 63.      |
| Arne Thomsen       | Talaj            | 18,20     | 37.       | kiesett  | kiesett  |
| Arne Thomsen       | Ugrás            | 16,00     | 111.      | kiesett  | kiesett  |
| Arne Thomsen       | Korlát           | 17,90     | 78.       | kiesett  | kiesett  |
| Arne Thomsen       | Nyújtó           | 18,20     | 61.       | kiesett  | kiesett  |
| Arne Thomsen       | Gyűrű            | 17,00     | 87.       | kiesett  | kiesett  |
| Arne Thomsen       | Lólengés         | 16,75     | 85.       | kiesett  | kiesett  |
| Arne Thomsen       | Egyéni összetett |           |           | 104,05   | 90.      |

Női
| Versenyző     | Versenyszám      | Selejtező | Selejtező | Döntő    | Döntő    |
| Versenyző     | Versenyszám      | Pontszám  | Helyezés  | Pontszám | Helyezés |
| ------------- | ---------------- | --------- | --------- | -------- | -------- |
| Else Trangbæk | Talaj            | 17,65     | 64.       | kiesett  | kiesett  |
| Else Trangbæk | Ugrás            | 17,20     | 76.       | kiesett  | kiesett  |
| Else Trangbæk | Felemás korlát   | 16,00     | 84.       | kiesett  | kiesett  |
| Else Trangbæk | Gerenda          | 17,00     | 62.       | kiesett  | kiesett  |
| Else Trangbæk | Egyéni összetett |           |           | 67,85    | 75.*     |

* - egy másik versenyzővel azonos eredményt ért el

## Úszás
Férfi
| Versenyző         | Versenyszám  | Előfutam | Előfutam | Előfutam | Elődöntő | Elődöntő | Elődöntő | Döntő   | Döntő    |
| Versenyző         | Versenyszám  | Idő      | Hely.    | Össz.    | Idő      | Hely.    | Össz.    | Idő     | Helyezés |
| ----------------- | ------------ | -------- | -------- | -------- | -------- | -------- | -------- | ------- | -------- |
| Ejvind Pedersen   | 100 m hát    | 1:03,5   | 3.       | 16.      | 1:03,6   | 8.       | 16.      | kiesett | kiesett  |
| Ejvind Pedersen   | 200 m hát    | 2:16,6   | 4.       | 10.      |          |          |          | kiesett | kiesett  |
| Lars Kraus Jensen | 200 m hát    | 2:22,5   | 4.       | 22.      |          |          |          | kiesett | kiesett  |
| Lars Kraus Jensen | 200 m vegyes | 2:21,2   | 3.       | 18.      |          |          |          | kiesett | kiesett  |
| Lars Kraus Jensen | 400 m vegyes | 5:12,7   | 4.       | 19.*     |          |          |          | kiesett | kiesett  |

Női
| Versenyző                | Versenyszám  | Előfutam | Előfutam | Előfutam | Döntő   | Döntő    |
| Versenyző                | Versenyszám  | Idő      | Hely.    | Össz.    | Idő     | Helyezés |
| ------------------------ | ------------ | -------- | -------- | -------- | ------- | -------- |
| Kirsten Strange-Campbell | 200 m gyors  | 2:30,5   | 6.       | 35.      | kiesett | kiesett  |
| Kirsten Strange-Campbell | 200 m vegyes | 2:39,4   | 4.       | 14.      | kiesett | kiesett  |
| Kirsten Strange-Campbell | 400 m vegyes | 5:59,0   | 5.       | 23.      | kiesett | kiesett  |

* - egy másik versenyzővel azonos időt ért el

## Vitorlázás
Nyílt
| Versenyző                                           | Versenyszám     | Futam | Futam | Futam  | Futam  | Futam  | Futam  | Futam | Pontszám | Helyezés |
| Versenyző                                           | Versenyszám     | 1     | 2     | 3      | 4      | 5      | 6      | 7     | Pontszám | Helyezés |
| --------------------------------------------------- | --------------- | ----- | ----- | ------ | ------ | ------ | ------ | ----- | -------- | -------- |
| Henning Wind                                        | Finn dingi      | 15,0  | 24,0  | 16,0   | 21,0   | (29,0) | 24,0   | 25,0  | 125,0    | 17.*     |
| Paul Elvstrøm Poul Mik-Meyer                        | Csillaghajó     | 5,7   | 11,7  | (16,0) | 13,0   | 10,0   | 0,0    | 10,0  | 50,4     | 4.       |
| Hans Fogh Niels Jensen                              | Repülő hollandi | 11,7  | 18,0  | (39,0) | 13,0   | 18,0   | 17,0   | 36,0  | 113,7    | 16.      |
| William Berntsen Erik Johansen Christian Hansen     | 5,5 méteres     | 14,0  | 17,0  | 19,0   | 14,0   | 19,0   | (20,0) | 18,0  | 101,0    | 13.      |
| Aage Birch Paul Lindemark Jørgensen Niels Markussen | Sárkányhajó     | 11,7  | 0,0   | 3,0    | (16,0) | 5,7    | 3,0    | 3,0   | 26,4     |          |

* - egy másik versenyzővel azonos eredményt ért el